# Luật chống ly khai
Luật chống ly khai (giản thể: 反分裂国家法; phồn thể: 反分裂國家法; bính âm: Fǎn-Fēnliè Guójiā Fǎ, Hán Việt: Phản phân ly quốc gia pháp) là một đạo luật của Cộng hòa Nhân dân Trung Hoa. Nó đã được thông qua trong phiên họp thứ ba Đại hội đại biểu Nhân dân toàn quốc khóa 10 của Trung Quốc. Đạo luật này được phê chuẩn vào ngày 14 tháng 3 năm 2005 và lập tức được thi hành. Chủ tịch nước Hồ Cẩm Đào đã ban hành đạo luật thông qua Nghị định Chủ tịch số 34. Dù rằng đạo luật này tương đối ngắn (với 10 điều khoản), nó cũng đã gây ra nhiều tranh cãi bởi đã chính thức hóa chính sách lâu dài của Cộng hòa Nhân dân Trung Hoa đối với việc sử dụng "các phương tiện phi hòa bình" chống lại "phong trào đòi độc lập cho Đài Loan" trong sự kiện tuyên bố "độc lập cho Đài Loan".

## Bối cảnh
Đài Loan được chính thức sáp nhập vào nhà Thanh năm 1683. Trong hiệp ước Shimonoseki năm 1895, Trung Quốc đã nhượng lại vĩnh viễn Đài Loan cho Nhật Bản. Sau khi chiến tranh thế giới thứ hai kết thúc, Nhật Bản đã bỏ lại Đài Loan cho chính quyền Quốc Dân Đảng của Trung Hoa Dân Quốc năm 1945. Năm 1949, Cộng hòa Nhân dân Trung Hoa tuyên bố thành lập, Đài Loan và đảo phụ cận tiếp tục do Trung Hoa Dân Quốc quản lý. Theo quan điểm chính thức của mình, chính quyền Cộng hòa Nhân dân Trung Hoa (CHNDTH) coi Đài Loan là một tỉnh của Trung Quốc. CHNDTH tự coi mình là chính thể hợp pháp duy nhất của Trung Quốc và do đó cũng có chủ quyền đối với Đài Loan. Theo lập luận của CHNDTH, chính quyền Trung Hoa Dân Quốc đã không còn đại diện cho chủ quyền của Trung Quốc khi nó đánh mất quyền kiểm soát Trung Quốc Đại lục vào giữa những năm 1949-1950. Tuy vậy, trên thực tế, Đài Loan vẫn thuộc quyền quản lý của Trung Hoa Dân Quốc (THDQ).
Quan điểm chính thức của THDQ là nó đã không chấm dứt sự tồn tại vào nằm 1949 và vẫn tiếp tục đóng vai trò một thực thể chính trị có chủ quyền ở Đài Loan cho đến bây giờ, khiến cho mối quan hệ của THDQ và CHNDTH giống như hai quốc gia bị chia cắt (như Triều Tiên và Hàn Quốc). Lập trường của CHNDTH được công nhận bởi hầu hết các nước khác bằng việc thông qua "Chính sách Một Trung Quốc" tuy vậy, họ muốn tiếp cận một cách mơ hồ với vấn đề này bằng cách giao thiệp với cả hai phía THDQ và CHNDTH.
Sau khi luật chống ly khai của CHNDTH được công bố, Đài Loan đã có các phản đối mạnh mẽ. Có thể một phần do những kinh nghiệm của các vùng tự trị khác trong đại lục khiến họ không có niềm tin vào khoản 5 đạo luật này.

## Nội dung
Đạo luật này được chia thành 10 khoản.
Khoản 1 tuyên bố rằng mục đích của đạo luật nhằm ngăn chặn phong trào đòi độc lập cho Đài Loan bằng cách ly khai khỏi đất nước và ủng hộ việc thống nhất Trung Quốc. Ổn định khu vực eo biển Đài Loan, bảo vệ lợi ích của dân tộc Trung Hoa cũng là những mục tiêu của đạo luật này.
Khoản 2 đến 4 trình bày quan điểm của CHNDTH đối với vị thế chính trị của Đài Loan hiện nay. Theo đó, Trung Quốc đại lục và Đài Loan đều thuộc một Trung Quốc và chỉ có một Trung Quốc và chủ quyền của Trung Quốc là không thể chia cắt; "vấn đề Đài Loan" là một tồn dư của nội chiến Trung Quốc và là vấn đề nội bộ của Trung Quốc.
Khoản 5 xác nhận rằng Chính sách Một Trung Quốc là căn bản cho việc giải quyết vấn đề này và đất nước cần tìm ra mọi khả năng để thống nhất trong hòa bình. Cũng trong khoản này có nói rằng, sau khi thống nhất trong hòa bình, Đài Loan sẽ được hưởng quyền tự trị mức độ cao và vận hành dưới một chế độ khác với Trung Quốc đại lục. Mặc dù khái niệm này cũng tương tự như ý tưởng một quốc gia, hai chế độ nhưng nó không được gọi như thế, vì người Đài Loan luôn phản đối chính sách này.
Khoản 6 nhằm vào mối quan hệ Liên eo biển. Khoản này nói rằng, nhằm gìn giữ hoà bình và ổn định ở eo biển Đài Loan và để thúc đẩy quan hệ hai bờ eo biển, nhà nước sẽ (1) khuyến khích sự tiếp xúc của người dân hai bên để thúc đẩy những mối quan hệ gàn gũi hơn và tăng cường hiểu biết, (2) thúc đẩy việc giao lưu kinh tế xuyên eo biển, (3) thúc đẩy giao lưu khoa học và văn hóa, (4) hợp tác cùng nhau chống tội phạm và (5) khuyến khích các nỗ lực để duy trì hòa bình và ổn định ở eo biển Đài Loan.